# Перспектива
Перспектива потиче од латинске речи perspicere што значи видети или разабрати. Перспектива је гледиште, начин гледања, начин разматрања, схватање. Исти појам може се тумачити на више начина, зависно од области примене. Перспектива у оптици означава појаву привидног смањења ликова и предмета сразмерно њиховој удаљености од гледаоца. У визуелним а посебно у ликовним уметностима, перспектива се дефинише као наука графичког представљања размера удаљености у односу на изглед, облик и боју. Тако разликујемо између линеарне перспективе коју карактерише графичко представљање треће димензије простора, или дубине, помоћу цртежа линије и облика, и ваздушне перспективе односно представљања дубине и удаљености у простору помоћу боје, њених тонова (валера) и контраста.
Појам перспектива се користи у многе сврхе, и у многим уметничким и научним дисциплинама. Најчешће се користи у ликовној уметности, филмској индустрији, књижевности, филозофији, реторици и др.

## Врсте перспектива
- Изометријско представљање
- Коса пројекција „Војна перспектива“
- Коса пројекција „Кабинетска перспектива“
- Централна перспектива са једним недогледом

У ликовној уметности перспектива означава начин приказивања волумена и простора на површини слике, стварање приказа дубине простора. Постоје више начина приказивања перспектива кроз историју:

### Вертикална перспектива
Вертикална (иконографска) перспектива је начин приказивања простора по којем се тродимензионални простор приказује на дводимензионалној површини тако да се оно што је у стварности друго (иза првог) слаже по висини, друго изнад првог, вертикално, односно под правим углом. Уместо низања планова преклапањем у дубину (како и стоје у стварности), просторни планови се нижу вертикално један изнад другог, тако да се нигде не преклапају. Вертикална се перспектива појављује у старом египатском сликарству, на асирским рељефима или грчким вазама из архајског периода, у европском романичком сликарству. Таква перспектива је једна од карактеристика дечјег цртежа. Сви облици приказани овом перспективом поштују закон површине, тако да су најширом страном приказани на површини, јер се тако најбоље описује њихов облик. У приказу помоћу вертикалне перспективе, лик који је изнад другог увек је даљи у стварности. Тако се египатски рељефи читају одоздо нагоре и то здесна налево, па слева надесно ... (цик-цак) што је супротно од начина на који читамо, рецимо, стрип. У романичком сликарству 11. века и 12. века, иза површински осликаних ликова и призора позадина је обично подељена на више водоравних трака које су различите боје и представљају пејзаж.

### Обрнута перспектива
Обрнута перспектива је начин приказивања волумена у којему се предмети и ликови на слици не смањују сразмерно са удаљеношћу, нити се упоредне црте приближавају – него се, обратно, упоредне црте размичу, а величина предмета, уместо да се смањује, повећава се према дубини простора. Ова перспектива је својствена готичком сликарству 13. и 14. века.

### Линеарна перспектива
Линеарна (геометријска или правилна) перспектива се заснива на природном закону да се удаљавањем од посматрача ликови сразмерно праволинијски (линеарно) смањују – и сви нестају у једној истој тачки – недогледу .
|  |  |  |

Такву врсту перспективе су око 1420. први почели користити ренесансни уметници, тако да је линеарна перспектива постала „заштитни знак“ ренесансне уметности 15. и 16. века. Ова перспектива се назива и математичка и илузионистичка јер ствара аутентичан утисак тродимензионалности простора (Мазачо "Свето тројство", Пјеро дела Франческа "Бичевање Христа" ...).
Ова перспектива се користила и у скулптури (рељеф) и архитектури (лажне нише).

### Атмосферска перспектива
Атмосферска (ваздушна) перспектива, као и геометријска, природна је појава која представља промену тонова и боја услед удаљавања облика од посматрача. Што су предмети даљи, они су блеђи, мекши и губе се с даљином у плаветнилу; а што су ближи, то су оштрији и јачих су локалних боја. Атмосферска перспектива једна је од темељних карактеристика барокног сликарства 17. и 18. века, но сматра се да су почели снажно развијати сликари високе ренесансе – Леонардо да Винчи и Рафаел.

### Колористичка перспектива
Колористичка перспектива се заснива на чињеници да нам се неке боје, у интеракцији с другим, чине просторно „ближима“, а неке „удаљенијима“. То се темељи на визуелном искуству с атмосферском перспективом где је плава боја углавном даљини, будући да има врло ниску фреквенцију и да плави зраци путују најдаље, док топле боје губе на интензитету пропорционално удаљености од посматрача.
Уметници 20. века, првенствено фовисти, узели су то као закон просторности и приказивали ближе облике топлим бојама, а даље хладнијим бојама.

### Полиперспектива
У модерној и савременој уметности карактеристично је коришћење више перспектива – полиперспектива (Пабло Пикасо, Анри Матис итд).

## Галерија
- Пјеро дела Франческа, Бичевање Христа, 1460.
- Свето тројство (Мазачо), 1425. Најстарији пример линеарне перспективе у уметности.
- Леонардо да Винчи, Тајна вечера (фреска), 1498.
- Крстови на гробљу.